# Liste der Baudenkmäler in Ostönnen
Die Liste der Baudenkmäler in Ostönnen enthält die denkmalgeschützten Bauwerke auf dem Gebiet von Soest-Ostönnen in Nordrhein-Westfalen (Stand: 1. November 2019). Diese Baudenkmäler sind in der Denkmalliste der Stadt Soest eingetragen; Grundlage für die Aufnahme ist das Denkmalschutzgesetz Nordrhein-Westfalen (DSchG NRW).

| Bild                            | Bezeichnung                     | Lage                                      | Beschreibung | Bauzeit                              | Eingetragen seit | Denkmal- nummer |
| ------------------------------- | ------------------------------- | ----------------------------------------- | --- | ------------------------------------ | ---------------- | --------------- |
| weitere Bilder                  | Ev. St.-Andreas-Kirche          | Ostönnen Kirchplatz 10 Karte              | |                                      | 04.08.1986       | 365             |
| Wohnhaus                        | Wohnhaus                        | Ostönnen Alte Heerstraße 34 Karte         | |                                      | 14.12.1987       | 570             |
| BW                              | ehemaliger Schweinestall        | Ostönnen Alte Heerstraße 34 Karte         | |                                      | 14.12.1987       | 570a            |
| BW                              | Bauernhaus                      | Ostönnen Gährenweg 8 Karte                | |                                      | 21.11.1988       | 587             |
| Wohnhaus                        | Wohnhaus                        | Ostönnen Werler Landstraße 306 Karte      | |                                      | 09.12.1991       | 595             |
| Hofanlage                       | Hofanlage                       | Ostönnen (Ostönnerlinde) Lindweg 48 Karte | | 1860                                 | 23.08.1993       | 607             |
|                                 |                                 | Ostönnen Alte Heerstraße 10 Karte         | | 2. Hälfte 18. Jh./ 1. Hälfte 19. Jh. | 17.03.2007       | 636             |
| BW                              | Speicher/Backhaus               | Ostönnen Alte Heerstraße 16 Karte         | | verm. 2. Hälfte 19. Jh.              | 23.04.2012       | 668             |
| Wohnhaus                        | Wohnhaus                        | Ostönnen Kirchplatz 9                     | | verm. 1. Hälfte 19. Jh., vor 1827    | 24.04.2012       | 669             |
| Wohnhaus                        | Wohnhaus                        | Ostönnen Kirchplatz 11 Karte              | | verm. 1. Hälfte 19. Jh., vor 1827    | 24.04.2012       | 670             |
| Wohnhaus                        | Wohnhaus                        | Ostönnen Kirchplatz 12 Karte              | | um 1800                              | 24.04.2012       | 671             |
| Haupthaus einer Hofanlage       | Haupthaus einer Hofanlage       | Ostönnen Thielenfurt 1 Karte              | | verm. ursprüngl. Ende 18. Jh.        | 24.04.2012       | 672             |
| ehemalige Schule/heute Wohnhaus | ehemalige Schule/heute Wohnhaus | Ostönnen Werler Landstraße 312 Karte      | | 1906                                 | 24.04.2012       | 673             |
| BW                              | Wohnhaus                        | Ostönnen Werler Landstraße 329 Karte      | | um 1900                              | 25.04.2012       | 674             |
| BW                              |                                 | Ostönnen Alte Heerstraße 34 Karte         | | bez. 1837                            | 15.11.1996       | 690             |
| Haupthaus einer Hofanlage       | Haupthaus einer Hofanlage       | Ostönnen Alte Heerstraße 8 Karte          | Auf dem Grundstück des Hof Leifert (ehm. Wulves Hof) befand sich im Mittelalter ein wichtiger Freistuhl der Freigrafschaft Rüdenberg. | 1907                                 | 06.12.2018       | 698             |

Die Angaben zu Bauzeit und Eintragung in dieser Liste entstammen, wenn nicht anders angegeben, der für diesen Eintrag angeforderten Version der Denkmalliste vom November 2019.